# Agrobiologija
Agrobiologija je biološka veda, ki se ukvarja s splošnimi biološkimi zakoni razvoja rastlinskega in živalskega sveta. Odkritja uporablja za izboljšanja kmetijstva in živinoreje.